# Austrochaperina
Austrochaperina es un género de anfibios anuros de la familia Microhylidae. Las ranas de este género se distribuyen por Nueva Guinea, el archipiélago Bismarck y el norte de Australia.
El nombre de este género deriva del prefijo austro-, del latín australis, que significa «del sur» y chaperina, en relación con el género de anfibios del mismo nombre (Chaperina) con el que está fuertemente relacionado. 

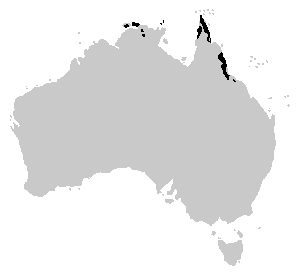
Distribución del género en Australia.

## Descripción
Este género se diferencia de Chaperina en:
- Los tímpanos no son distinguibles o están ocultos.
- Poseen dos crestas dérmicas en el paladar.
- La disposición de los huesos del esternón.
- Ciertas características del cráneo.

## Especies
Se reconocen las siguientes 29 especies:
- Austrochaperina adamantina Zweifel, 2000
- Austrochaperina adelphe (Zweifel, 1985)
- Austrochaperina alexanderi[2] Günther, Richards & Dahl, 2014
- Austrochaperina aquilonia Zweifel, 2000
- Austrochaperina archboldi Zweifel, 2000
- Austrochaperina basipalmata Kampen, 1906
- Austrochaperina beehleri Günther & Richards, 2019
- Austrochaperina blumi Zweifel, 2000
- Austrochaperina brachypus  Günther & Richards, 2019
- Austrochaperina brevipes (Boulenger, 1897)
- Austrochaperina fryi (Zweifel, 1962)
- Austrochaperina fulva  Günther & Richards, 2019
- Austrochaperina gracilipes Fry, 1912
- Austrochaperina hooglandi (Zweifel, 1967)
- Austrochaperina kosarek Zweifel, 2000
- Austrochaperina laurae[2] Günther, Richards & Dahl, 2014
- Austrochaperina macrorhyncha (Kampen, 1906)
- Austrochaperina mehelyi (Parker, 1934)
- Austrochaperina minutissima Günther, 2009
- Austrochaperina novaebritanniae Zweifel, 2000
- Austrochaperina palmipes (Zweifel, 1956)
- Austrochaperina parkeri Zweifel, 2000
- Austrochaperina pluvialis (Zweifel, 1965)
- Austrochaperina polysticta (Méhely, 1901)
- Austrochaperina punctata (Van Kampen, 1913)
- Austrochaperina robusta Fry, 1912
- Austrochaperina rudolfarndti Günther, 2017
- Austrochaperina septentrionalis Allison & Kraus, 2003
- Austrochaperina yelaensis Zweifel, 2000